# 小アルカナ
小アルカナ（しょうアルカナ、minor arcana）とは、タロットの一組78枚のうち、56枚を構成する組を言う。

## 概要
タロットから、小アルカナのみを抜き出したのがトランプの原型であるとも、逆にトランプが先にあって、後に大アルカナが加えられて現在のタロットになったとも言われている。タロットとトランプとの関連性は皆無、とする説もある。
黄金の夜明け団の解釈では、カバラの創造論でいう「セフィロト」と関連づけられており、占い上の意味も、各セフィロトとその占星術的象徴との関連でつけられている。

## カードの分類
小アルカナは、以下の四つの組 （スート suits）に分かれる。
- 棒（杖） wands (batons)
- 剣 swords
- 聖杯 cups
- 硬貨（護符） coins (pentacles)

さらに各スートは、以下のように分類されて構成される。
- 数札 pip cards　…　1から10までの数字を示す札
- 人物札 court cards　…　4枚の人物を示す札
  - 小姓 page
  - 騎士 knight
  - 女王 queen
  - 王 king

プレイング・カードの四スート（スペード、ハート、ダイヤ、クラブ）との対応関係については以下のような説がある。
| タロットのスート         | 棒     | 聖杯   | 剣       | 硬貨     |
| ------------------------ | ------ | ------ | -------- | -------- |
| 現在の主流               | クラブ | ハート | スペード | ダイヤ   |
| ウェイト『タロット図解』 | ダイヤ | ハート | クラブ   | スペード |
| 黄金の夜明け団の暗号文書 | ダイヤ | ハート | スペード | クラブ   |

## カードの意味
小アルカナ各カードの、占い上の主な意味は以下の通り。下記の( )内は対応する四大元素を示す。

（アーサー・エドワード・ウェイトの『タロット図解』による）
|                             | 棒（火）                               | 聖杯（水）                                      | 剣（風）                            | 硬貨（地）                                 |
| --------------------------- | -------------------------------------- | ----------------------------------------------- | ----------------------------------- | ------------------------------------------ |
| 1(Ace)                      | 創造力 出発点                          | 喜び 満足                                       | 力の勝利 愛や憎しみにおける大きな力 | 完全な満足 金                              |
| 2                           | 財産 荘厳さ 領主                       | 愛 友情 一致                                    | 均衡 条件付きの調和                 | 陽気さ 文書によるニュース・メッセージ      |
| 3                           | 確立された力 交易 ビジネス上の協力     | 豊か 幸福 成就 治癒                             | 撤退 断絶 悲しみ                    | 技芸 取引 熟練工                           |
| 4                           | 仕事の完成 休息 平和                   | 倦怠 飽食 混ぜ合わされた快楽                    | 退却 隠遁 墓 棺                     | 所有の保証 自ら所有するものへの執着 贈り物 |
| 5                           | 熱心な競争 スポーツ                    | 損失 期待したほどではない遺産                   | 堕落 廃止 損失                      | 物質的な面でのトラブル                     |
| 6                           | 勝利者 大ニュースの到着                | 過去を振り返る 幸福 楽しみ                      | 仕事をやりこなす 仲介者 得策        | 成功 贈り物                                |
| 7                           | 勇気 ディスカッション 交渉             | 幻想 ある程度の成功、ただし永続的なものではない | 企画 計画                           | 金銭 ビジネス 交易                         |
| 8                           | 活動性 素早さ                          | 成功の放棄 謙遜                                 | 拘束された力 非難 悪いニュース      | 職人気質 準備                              |
| 9                           | 抑圧された状況における強さ             | 物質的安寧 満足                                 | 失望 幻滅                           | 物質的な豊かさ 達成                        |
| 10                          | 抑圧 多すぎる財産                      | 満足 人間愛と友情の完全さ                       | 荒廃 苦痛                           | 利益 財産 家族                             |
| 小姓 (en)Page (it)Fante     | 若い男性 忠実 外交使節 郵便            | 勉強熱心な若者 熟考                             | 監視 警戒 スパイ 試験               | 精励勤勉 学生                              |
| 騎士 (en)Knight (it)Cavallo | 出発 親しみやすい若者                  | 到着 発展 提案 鼓舞                             | 勇ましさ 激怒                       | 有用 財産 責任 廉直                        |
| 女王 (en)Queen (it)Regina   | 田舎の女性 親しみやすく貞淑 尊敬できる | 善良で公正な女性 幸福 叡智                      | 貞淑で悲しみ多き女性 未亡人 喪失    | 富 寛大 安全                               |
| 王 (en)King (it)Re          | 田舎の男性 正直 良心的                 | 公正な男性 創造的知性                           | 裁判官 正義 権威 命令               | 実際的な知性 ビジネス 成功                 |